# Парламентские выборы в Испании (1834)
Парламентские выборы 30 июня 1834 года в Испании стали первыми выборами после восстановления в октябре 1823 года абсолютной монархии. Явка составила приблизительно 58,9 % избирателей.

## Предыстория
29 сентября 1833 года скончался король Испании Фердинанд VII. С его смертью окончилось так называемое «Зловещее десятилетие» (исп. Década Ominosa), вошедшие в историю как период репрессий, строгой цензуры и ограничения свобод. Королю весь период своего правления приходилось противостоять как роялистским заговорам, так и восстаниям либералов. Ситуация осложнилось после того как в 1830 году Фердинанд VII изменил закон о престолонаследии, в результате чего вопреки господствовавшему с 1713 года салическому закону наследницей престола была провозглашена дочь короля Изабелла, а его брат, дон Карлос Старший, лишён прав на престол.
Ещё при жизни Фердинанда VII Испания разделилась на две враждебные партии, одна из которых, поддерживавшая права дона Карлоса и его наследников, получила название карлистов, другая, стоявшая на стороне Изабеллы и её матери, регентши Марии Кристины, — кристиносов. На стороне первых стояли традиционалистски настроенная часть дворянства и духовенства, крестьяне и баски, с подозрением относившиеся к централизаторским устремлениям центрального правительства и надеявшиеся при помощи дона Карлоса отстоять свои права и вольности. Зато изменение закона приветствовали либерально настроенные дворяне и буржуазия, жители больших городов, в первую очередь Мадрида, рассчитывавшие на послабления в случае воцарения малолетней королевы. После смерти короля обострение борьбы обеих партий привело Испанию к гражданской войне.
Став регентом, Мария Кристина тут же столкнулась с неповинением со стороны карлистов, которые в начале октября 1833 года провозгласили дона Карлоса королём Испании под именем Карл V. В начавшейся войне, которая первые годы шла неудачно для кристиносов, Марии Кристине пришлось опереться на либералов. Уже в начале 1834 года правительство возглавил умеренный либерал Франсиско Мартинес де ла Роса, а 10 апреля вступила в силу «Королевская хартия» (исп. Estatuto Real), написанная по образцу французской Хартии 1814 года. Хартия не была конституцией, но всё же ограничила власть короля и ввела в стране новый двухпалатный парламент. В том же году состоялись выборы в новые Кортесы.

## Избирательная система
Из 12 миллионов испанцев право голоса получили только около 18 000 человек.
Выборы проходили в соответствии с «Королевской хартией» по мажоритарной системе относительного большинства. 188 депутатов предстояло избрать в 48 многомандатных избирательных округах и одном одномандатном.

## Результаты

Распределение мест между партиями
Умеренные — 111 мест и
прогрессисты — 77 мест

Выборы уверенно выиграла проправительственная Умеренная партия.
Итоги выборов в Конгресс депутатов Испании 30 июня 1834 года
|                                       | Умеренная партия     | исп. Partido Moderado, PM    | Франсиско Мартинес де ла Роса | 111 | —   | 59,04  |
|                                       | Прогрессивная партия | исп. Partido Progresista, PP | Хуан Альварес Мендисабаль     | 77  | —   | 40,96  |
|                                       |                      |                              |                               |     |     |        |
| Всего                                 | Всего                | Всего                        | Всего                         | 188 | ▼15 | 100,00 |
|                                       |                      |                              |                               |     |     |        |
| Источник: Spain Historical Statistics |                      |                              |                               |     |     |        |

## После выборов
Первая сессия новых Кортесов открылась 24 июля 1834 года. Председателем был избран Антонио де Посада Рубин де Селис, епископ Мурсии и Картахены, впоследствии Патриарх Западной Индии. 28 июля 1834 года его сменил Ильдефонсо Диас де Ривера-и-Муро, граф Альмодовар. В 1835 году во главе парламента встал Франсиско Хавьер Истурис и Монтеро.
Война против карлистов шла неудачно. Возглавляемые такими предводителями как Томас де Сумалакарреги и Рамон Кабрера сторонники дона Карлоса захватили почти всю северную часть Испании, вплоть до реки Эбро.